# Andrzej Dudek-Dürer
Andrzej Dudek-Dürer (ur. 1953 we Wrocławiu) – performer, artysta sztuki mediów, fotograf, kompozytor i muzyk. Mieszka i pracuje we Wrocławiu. Jego pseudonim pochodzi od Albrechta Dürera – Dudek wierzy, iż jest jego inkarnacją.

## Twórczość

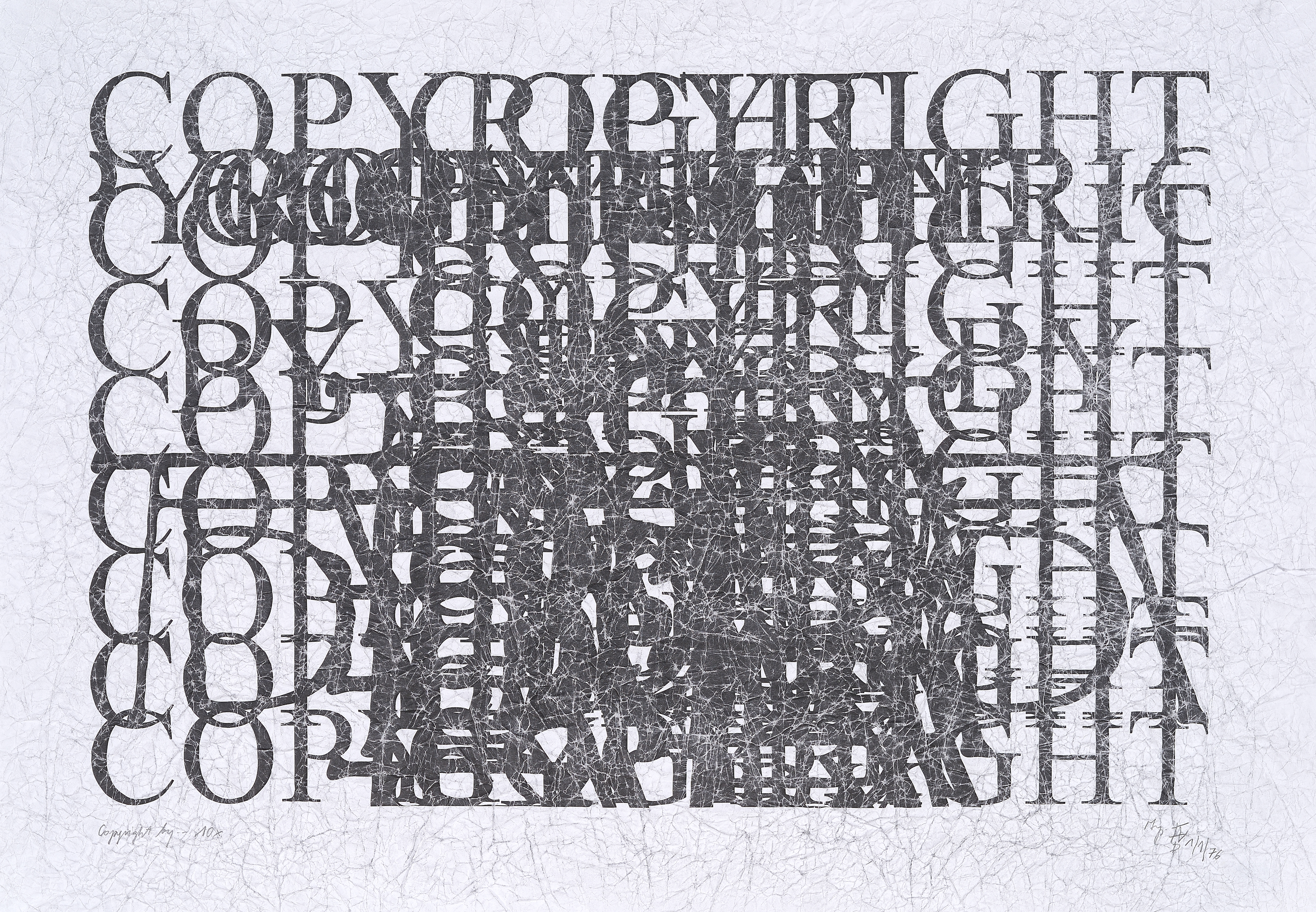
Andrzej Dudek-Dürer, Copyright by… 10x, 1976. Kolekcja Zachęty - Narodowej Galerii Sztuki

Dudek-Dürer poza działaniem performance zajmuje się wieloma formami wypowiedzi, m.in. instalacją, wideo, grafiką, malarstwem, fotografią, rzeźbą, mail-artem, environmentem, budową instrumentów metafizycznych, działalnością metafizyczno-telepatyczną, czy antypoezją.
W latach 60. artysta rozpoczął trwający do dzisiaj life-performance Sztuka Butów – Sztuka Spodni – Sztuka Andrzeja Dudka-Dürera. Wierząc, że jest żywą inkarnacją renesansowego artysty, skupił swoją sztukę na własnej postaci. On sam jako postać, ale też jako figura jest obiektem sztuki. Jego wygląd stanowi klucz do poznania konsekwentnej postawy: upodabniająca go do Albrechta Dürera broda, wielokrotnie łatane skórzane buty czy nawet eksponowany spokój ducha. Tak samo traktuje towarzyszące mu w życiu atrybuty. Od lat nosi jedne buty i spodnie, które fotografuje w różnych konfiguracjach jako zapisy swojej obecności, jak i odbywanych przez niego podróży. Przez całe życie zbiera otaczające go przedmioty. Tak powstał m.in. cykl prac, w którym artysta wekuje w słoikach różne przedmioty w tym reprodukcje prac Albrechta Dürera czy autoportrety tworząc swoiste archiwum jego życia.
Jego twórczość kompozytorska, ale też performatywna wiąże się z tradycją hinduistyczną i instrumentem sitar. W 1974 r. własnoręcznie wykonał sitar i odtąd niejednokrotnie wykorzystywał go w swoich performansach.
W 2002 wystąpił także na płycie Fiu fiu..., Lecha Janerki.
W 2014 rozpoczął współpracę z Jarosławem Pijarowskim, wystąpił między innymi w widowisku Heaven on Earth Live in Mózg w Klubie Mózg.
18 maja 2024 roku podczas III edycji festiwalu World Urban Art i Europejskiej Nocy Muzeów w Bibliotece Uniwersytetu Kazimierza Wielkiego w Bydgoszczy odbył się performance artystyczny Andrzeja Dudka-Dürera i J.Pijarowskiego zatytułowany: Face 2 Face oraz wernisaż prac Dariusza Paczkowskiego (3Fala). 

## Dyskografia
- Metaphisical Sitar Music (1983)
- Gregorian Chance with Mark Bloch (1988)
- Equivalent (1996)
- Transmutation (1999)
- Infiltration of the Timespaces (2000)
- Trans Trip (2001)
- Transmutation II (2003)
- Projection with Lucyan

## Nagrody, odznaczenia i wyróżnienia
- 2002 – Stypendysta Ministerstwa Kultury
- 2011 – Stypendysta Ministerstwa Kultury i Dziedzictwa Narodowego
- 2014 – Nagroda Ministra Kultury i Dziedzictwa Narodowego za nieocenione zasługi dla Kultury Polskiej
- 2014 – Nagroda Marszałka Województwa Dolnośląskiego za wybitne osiągnięcia w dziedzinie kultury[4]
- 2022 – Brązowy Medal „Zasłużony Kulturze Gloria Artis”[5]